# Aurignac
Pour les articles homonymes, voir Aurignac (homonymie).
Cet article possède un paronyme, voir Aurillac.
Aurignac (Aurinhac en occitan) est une commune française située dans l'Ouest du département de la Haute-Garonne en région Occitanie. Sur le plan historique et culturel, la commune fait partie du pays de Comminges, correspondant à l’ancien comté de Comminges, circonscription de la province de Gascogne située sur les départements actuels du Gers, de la Haute-Garonne, des Hautes-Pyrénées et de l'Ariège.
Exposée à un climat océanique altéré, elle est drainée par la Louge, le Bernès et par divers autres petits cours d'eau. La commune possède un patrimoine naturel remarquable composé de trois zones naturelles d'intérêt écologique, faunistique et floristique.
Aurignac est une commune rurale qui compte 1 240 habitants en 2022, après avoir connu une forte hausse de la population depuis 1975. Ses habitants sont appelés les Aurignacais ou  Aurignacaises.
Le patrimoine architectural de la commune comprend quatre  immeubles protégés au titre des monuments historiques : la grotte, classée en 1921, l'église Saint-Pierre-aux-Liens, inscrite en 1926, la tour de Savoie, inscrite en 1926, et une maison (grenier-des-Évêques), inscrite en 1979.

## Géographie

### Localisation

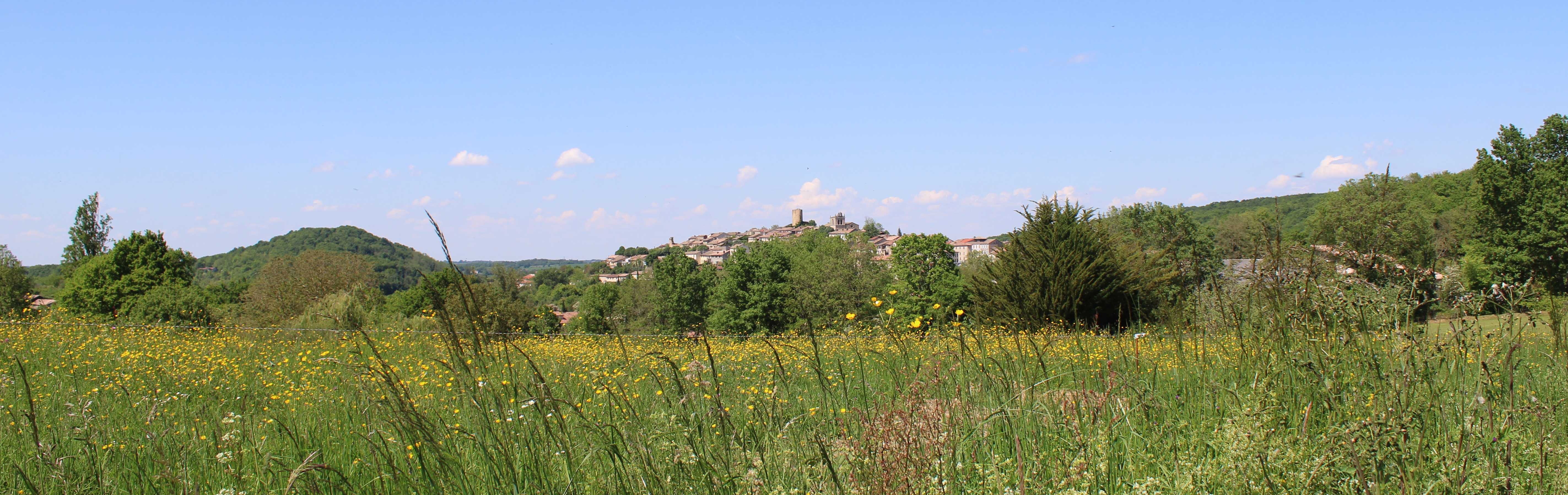
Panorama du village.

La commune d'Aurignac se trouve dans le département de la Haute-Garonne, en région Occitanie.
Sur le plan historique et culturel, Aurignac fait partie du pays de Comminges, correspondant à l’ancien comté de Comminges, circonscription de la province de Gascogne située sur les départements actuels du Gers, de la Haute-Garonne, des Hautes-Pyrénées et de l'Ariège.
Elle se situe à 62 km à vol d'oiseau de Toulouse, préfecture du département, à 18 km de Saint-Gaudens, sous-préfecture, et à 17 km de Cazères, bureau centralisateur du canton de Cazères dont dépend la commune depuis 2015 pour les élections départementales.
La commune fait en outre partie du bassin de vie de Martres-Tolosane.
Les communes les plus proches sont : 
Boussan (2,9 km), Montoulieu-Saint-Bernard (2,9 km), Bouzin (3,0 km), Saint-Élix-Séglan (3,3 km), Cazeneuve-Montaut (4,3 km), Peyrouzet (4,3 km), Alan (5,0 km), Auzas (5,5 km).
| Cassagnabère-Tournas                 | Boussan  | Montoulieu-Saint-Bernard |
| Peyrouzet                            | Aurignac | Alan                     |
| Saint-Élix-Séglan, Cazeneuve-Montaut | Bouzin   | Le Fréchet, Auzas        |

La commune est située dans le Comminges à 21 km au nord de Saint-Gaudens, sur la route départementale 635 entre Boulogne-sur-Gesse et Boussens.

### Géologie et relief
La superficie de la commune est de 1 795 hectares ; son altitude varie de 295  à   511 mètres.
Situé sur un éperon rocheux, le village est entouré de collines boisées. Les Pyrénées, visibles depuis de nombreux points de la commune, constituent une toile de fond remarquable.

### Hydrographie

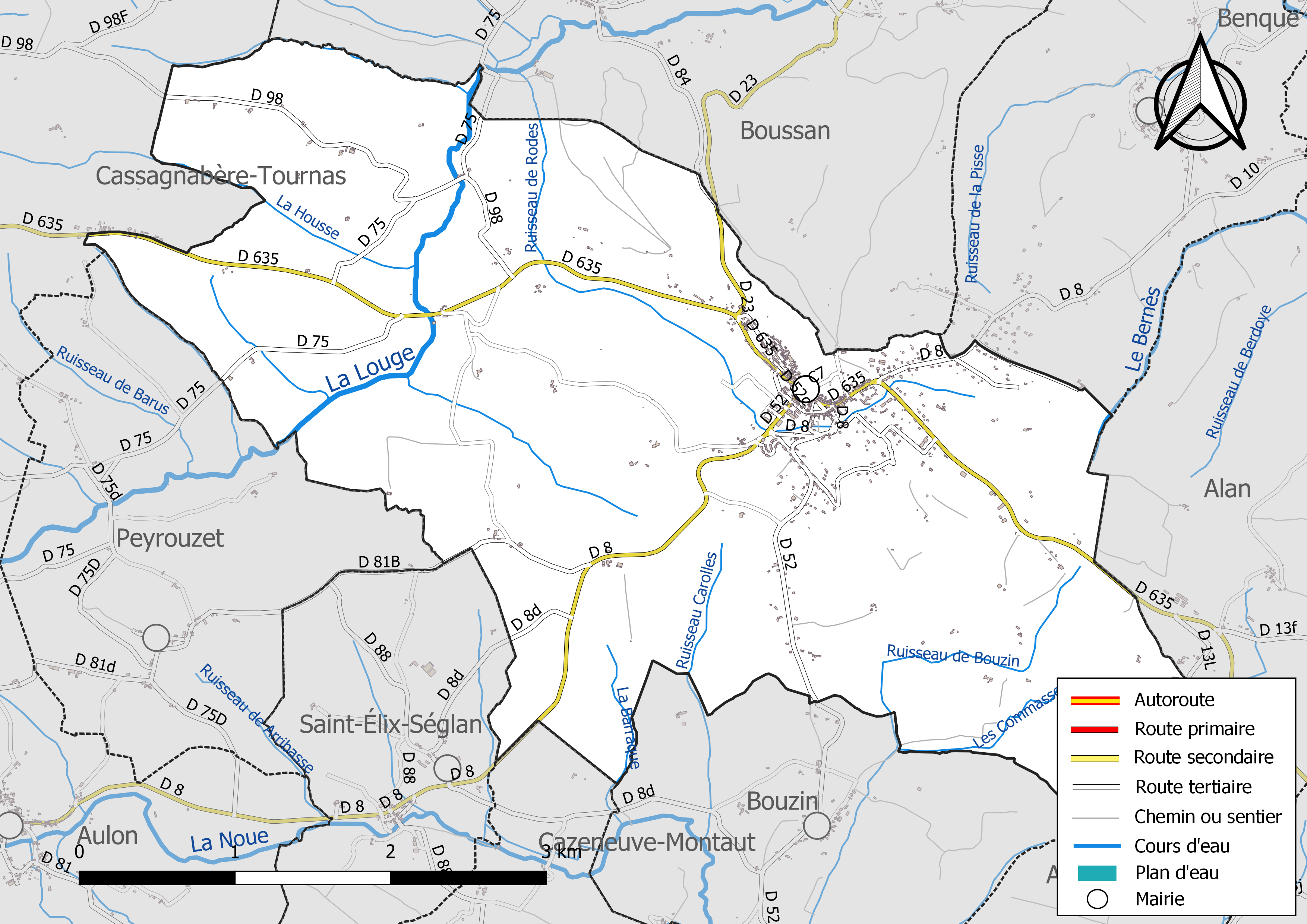
Réseaux hydrographique et routier d'Aurignac.

La commune est dans le Bassin de la Garonne, au sein du bassin hydrographique Adour-Garonne. Elle est drainée par la Louge, le Bernès, la Barraque, la Housse, le Rioutord, les Commasses, le ruisseau Carolles, le ruisseau de Bouzin, le ruisseau de Rodes et par divers petits cours d'eau, constituant un réseau hydrographique de 20 km de longueur totale,.
La Louge, d'une longueur totale de 100 km, prend sa source dans la commune de Villeneuve-Lécussan et s'écoule du sud-ouest vers le nord-est. Elle traverse la commune et se jette dans la Garonne à Muret, après avoir traversé 34 communes.
Le Bernès, d'une longueur totale de 18,3 km, prend sa source dans la commune et s'écoule d'ouest en est. Il traverse la commune et se jette dans la Garonne à Cazères, après avoir traversé 9 communes.

### Climat
Pour des articles plus généraux, voir Climat de l'Occitanie et Climat de la Haute-Garonne.
En 2010, le climat de la commune est de type climat océanique altéré, selon une étude s'appuyant sur une série de données couvrant la période 1971-2000. En 2020, Météo-France publie une typologie des climats de la France métropolitaine dans laquelle la commune est toujours exposée à un climat océanique altéré et est dans une zone de transition entre les régions climatiques « Aquitaine, Gascogne » et « Pyrénées centrales »0.
Pour la période 1971-2000, la température annuelle moyenne est de 12,2 °C, avec une amplitude thermique annuelle de 14,8 °C. Le cumul annuel moyen de précipitations est de 934 mm, avec 9,7 jours de précipitations en janvier et 6,9 jours en juillet. Pour la période 1991-2020, la température moyenne annuelle observée sur la station météorologique la plus proche, située sur la commune de Palaminy à 15 km à vol d'oiseau, est de 13,2 °C et le cumul annuel moyen de précipitations est de 715,2 mm,. Pour l'avenir, les paramètres climatiques de la commune estimés pour 2050 selon différents scénarios d’émission de gaz à effet de serre sont consultables sur un site dédié publié par Météo-France en novembre 2022.

### Milieux naturels et biodiversité

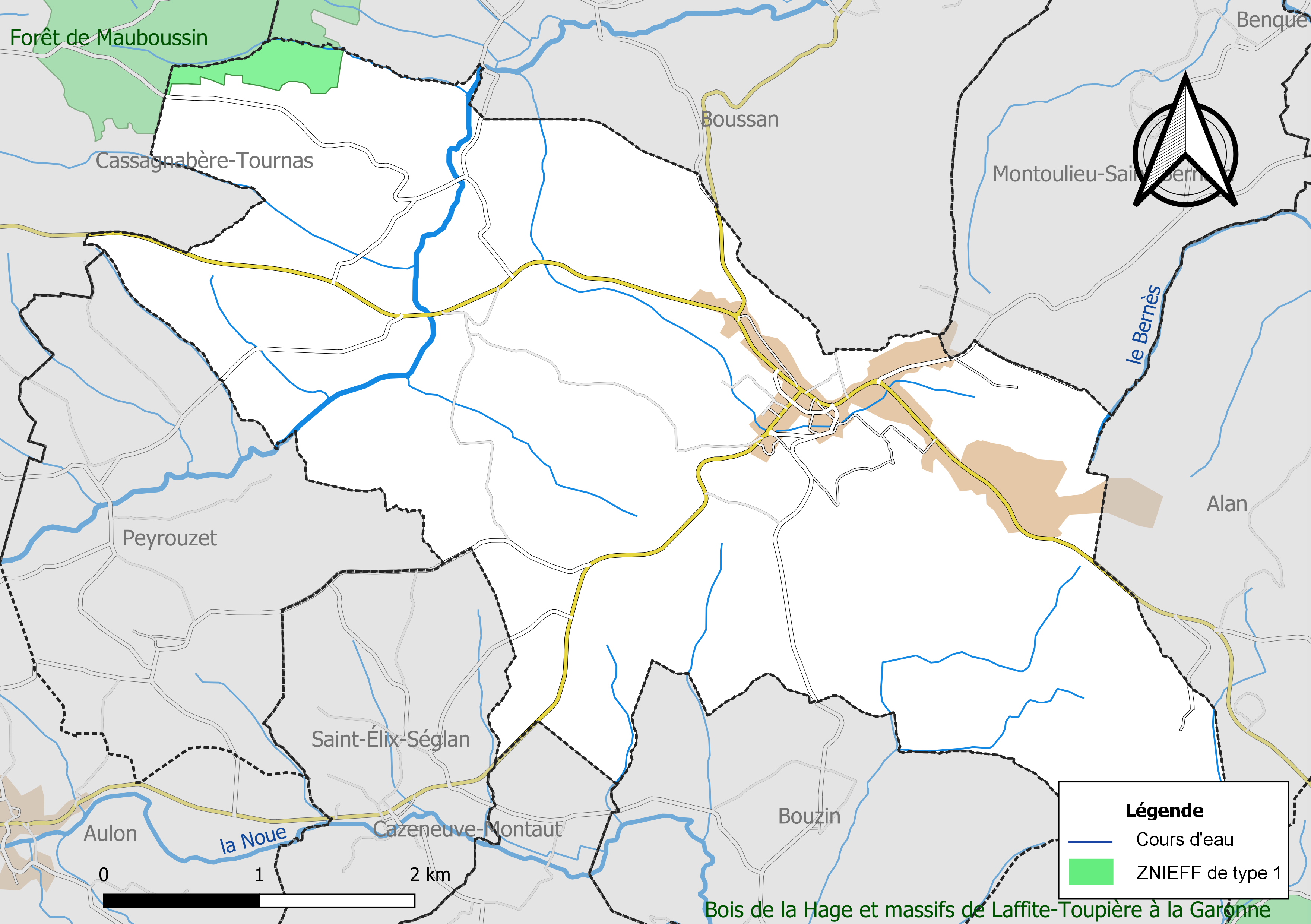
Carte de la ZNIEFF de type 1 localisée sur la commune.

L’inventaire des zones naturelles d'intérêt écologique, faunistique et floristique (ZNIEFF) a pour objectif de réaliser une couverture des zones les plus intéressantes sur le plan écologique, essentiellement dans la perspective d’améliorer la connaissance du patrimoine naturel national et de fournir aux différents décideurs un outil d’aide à la prise en compte de l’environnement dans l’aménagement du territoire.
Une ZNIEFF de type 1 est recensée sur la commune :
la « forêt de Mauboussin » (554 ha), couvrant 5 communes du département et deux ZNIEFF de type 2, : 
- les « forêts de Boussan et Mauboussin » (1 672 ha), couvrant 6 communes du département[20] ;
- les « Petites Pyrénées en rive gauche de la Garonne » (3 525 ha), couvrant 12 communes du département[21].

## Urbanisme

### Typologie
Au 1er janvier 2024, Aurignac est catégorisée bourg rural, selon la nouvelle grille communale de densité à sept niveaux définie par l'Insee en 2022.
Elle est située hors unité urbaine et hors attraction des villes,.

### Occupation des sols

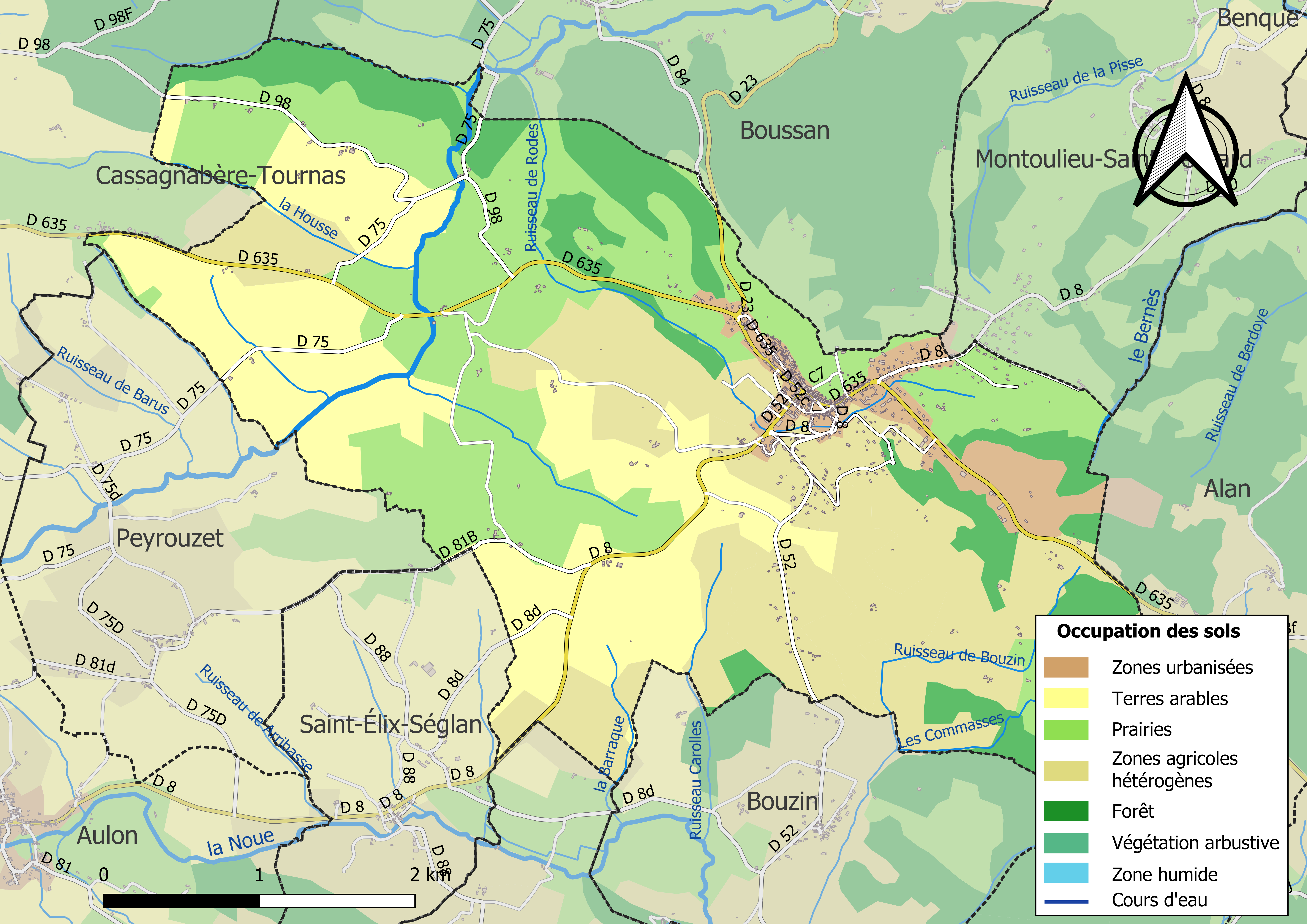
Carte des infrastructures et de l'occupation des sols de la commune en 2018 (CLC).

L'occupation des sols de la commune, telle qu'elle ressort de la base de données européenne d’occupation biophysique des sols Corine Land Cover (CLC), est marquée par l'importance des territoires agricoles (76,7 % en 2018), en diminution par rapport à 1990 (79,6 %). La répartition détaillée en 2018 est la suivante : 
prairies (29,4 %), zones agricoles hétérogènes (24,2 %), terres arables (23,1 %), forêts (15,8 %), zones urbanisées (5,5 %), mines, décharges et chantiers (2,1 %). L'évolution de l’occupation des sols de la commune et de ses infrastructures peut être observée sur les différentes représentations cartographiques du territoire : la carte de Cassini (XVIIIe siècle), la carte d'état-major (1820-1866) et les cartes ou photos aériennes de l'IGN pour la période actuelle (1950 à aujourd'hui).

### Voies de communication et transports
- Par la route : l'A64 sortie  21 puis prendre la D 635 ancienne Route nationale 635

- Par le train : en gare de Boussens sur la ligne Toulouse - Bayonne.
- À pied par le sentier de grande randonnée 86

### Risques majeurs
Le territoire de la commune d'Aurignac est vulnérable à différents aléas naturels : météorologiques (tempête, orage, neige, grand froid, canicule ou sécheresse), inondations, feux de forêts et séisme (sismicité faible). Un site publié par le BRGM permet d'évaluer simplement et rapidement les risques d'un bien localisé soit par son adresse soit par le numéro de sa parcelle.
Certaines parties du territoire communal sont susceptibles d’être affectées par le risque d’inondation par débordement de cours d'eau, notamment le Bernès. La commune a été reconnue en état de catastrophe naturelle au titre des dommages causés par les inondations et coulées de boue survenues en 1982, 1999, 2008, 2009 et 2014,.
Un plan départemental de protection des forêts contre les incendies a été approuvé par arrêté préfectoral du 25 septembre 2006. Aurignac est exposée au risque de feu de forêt du fait de la présence sur son territoire des massifs de Mauboussin et des Petites Pyrénées. Il est ainsi défendu aux propriétaires de la commune et à leurs ayants droit de porter ou d’allumer du feu dans l'intérieur et à une distance de 200 mètres des bois, forêts, plantations, reboisements ainsi que des landes. L’écobuage est également interdit, ainsi que les feux de type méchouis et barbecues, à l’exception de ceux prévus dans des installations fixes (non situées sous couvert d'arbres) constituant une dépendance d'habitation,

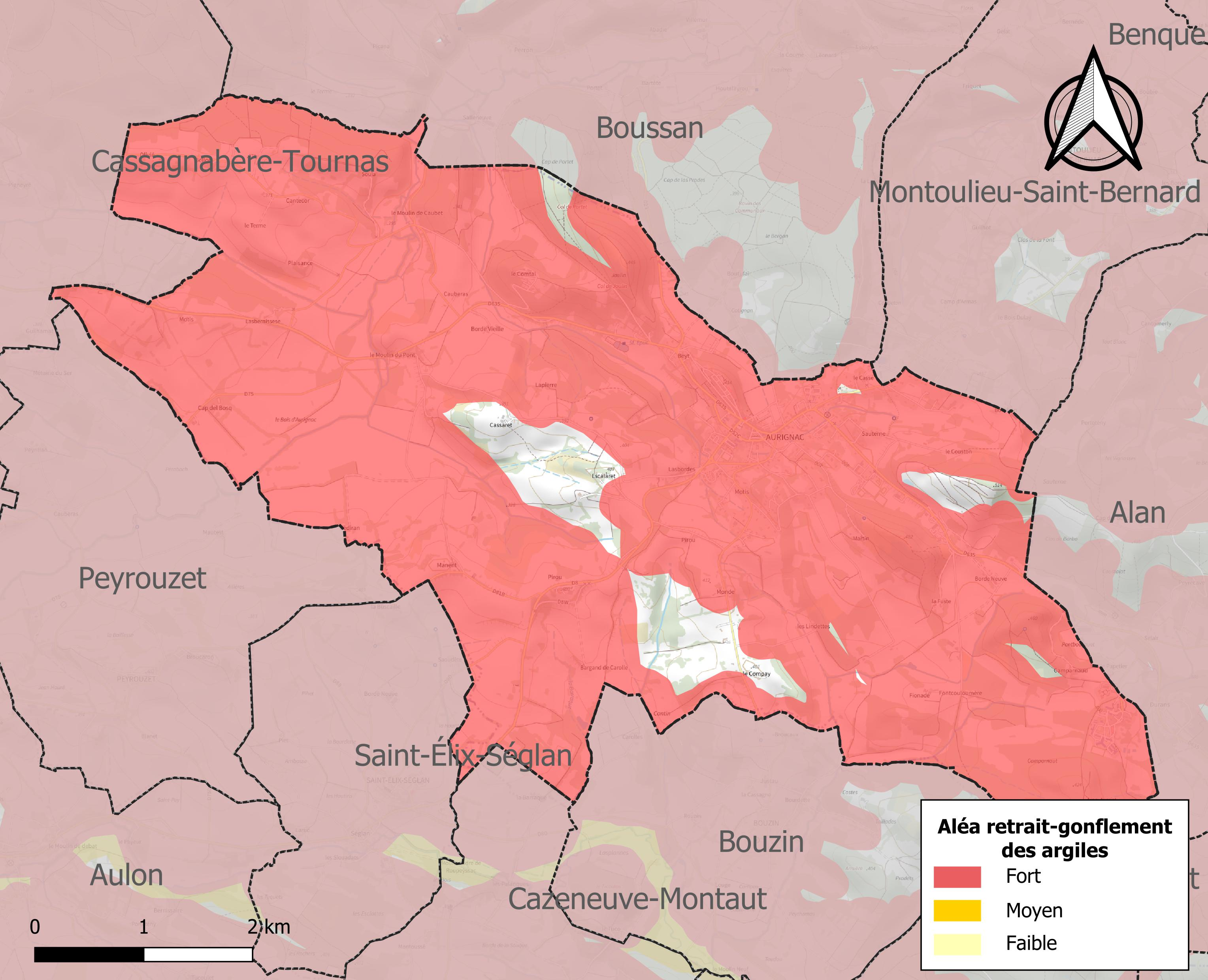
Carte des zones d'aléa retrait-gonflement des sols argileux d'Aurignac.

Le retrait-gonflement des sols argileux est susceptible d'engendrer des dommages importants aux bâtiments en cas d’alternance de périodes de sécheresse et de pluie. 92,8 % de la superficie communale est en aléa moyen ou fort (88,8 % au niveau départemental et 48,5 % au niveau national). Sur les 533 bâtiments dénombrés sur la commune en 2019, 518 sont en aléa moyen ou fort, soit 97 %, à comparer aux 98 % au niveau départemental et 54 % au niveau national. Une cartographie de l'exposition du territoire national au retrait gonflement des sols argileux est disponible sur le site du BRGM,.
Par ailleurs, afin de mieux appréhender le risque d’affaissement de terrain, l'inventaire national des cavités souterraines permet de localiser celles situées sur la commune.
Concernant les mouvements de terrains, la commune a été reconnue en état de catastrophe naturelle au titre des dommages causés par la sécheresse en 1989, 1993, 2003, 2012 et 2017 et par des mouvements de terrain en 1999.

## Toponymie
Aurignac a donné son nom à l'Aurignacien.

## Histoire

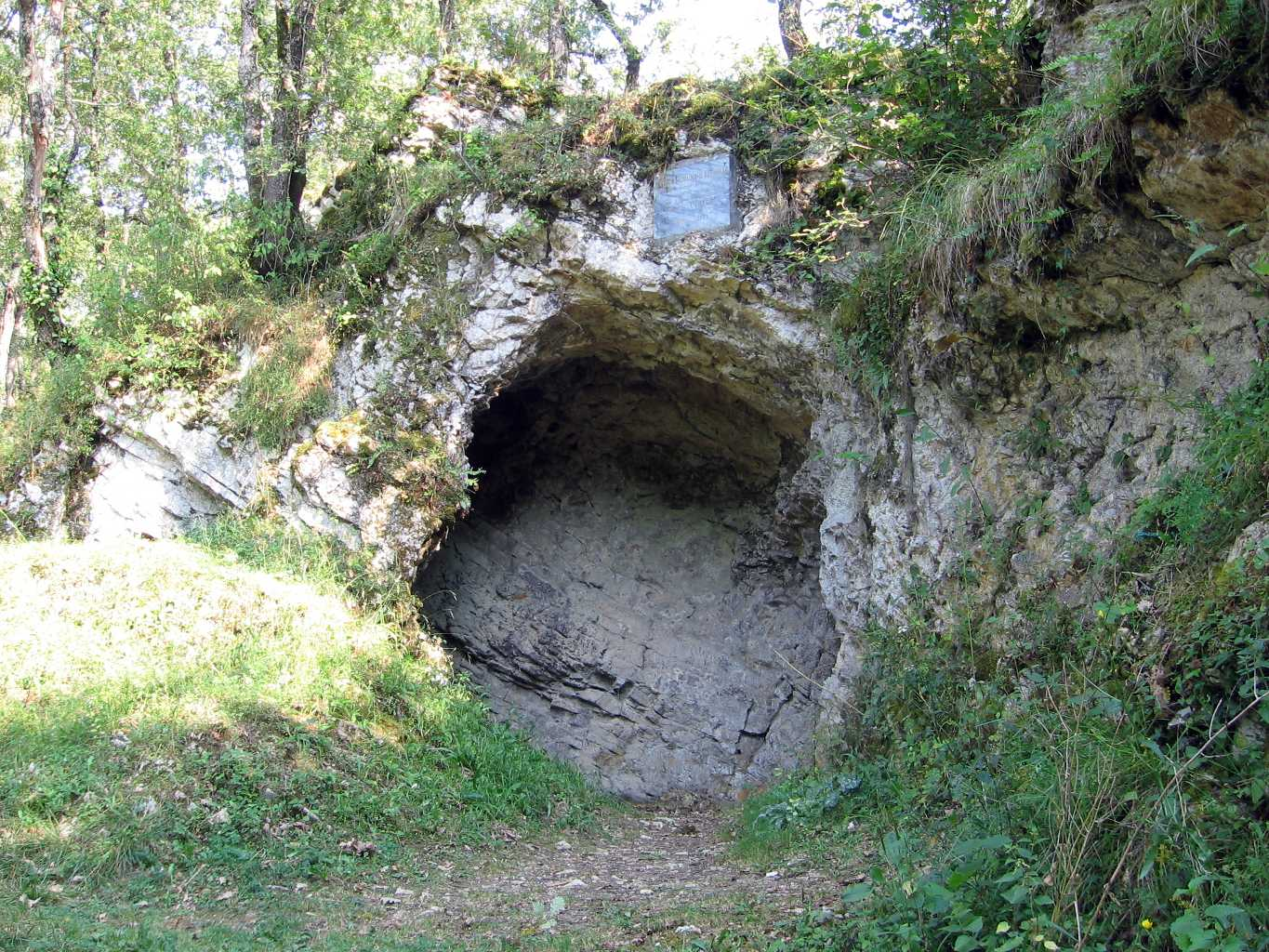
La grotte d'Aurignac, site éponyme de l'Aurignacien.

Les fouilles archéologiques menées par Édouard Lartet dans la grotte d'Aurignac ont conduit à la définition d'une culture préhistorique mondialement connue, l'Aurignacien. Cette culture dure d'environ 37 000 ans à 28 000 ans BP et correspond aux débuts du Paléolithique supérieur en Europe, marqués par l'arrivée d'Homo sapiens.
Des vestiges gallo-romains sont également recensés, traces d'une colonisations à partir du Ier siècle av. J.-C. L'occupation du sol reprend un schéma classique dans la vallée de la Louge, avec l'installation d'une villa, domaine assez étendu, qui se poursuit à 1 kilomètre environ par un petit établissement rural.
Au Moyen Âge cohabitent un domaine bénédictin antérieur au XIe siècle et une seigneurie, appartenant à la famille d'Aurignac. En 1234, le  comte de Comminges Bernard V reçoit le territoire de sa mère.
Un château est édifié en 1240, tandis qu'un capitaine chatelain est nommé en 1243, sans doute pour s'opposer aux bandes armées qui ravagent la région. Plusieurs chevaliers possèdent des fiefs, dont les Montpezat et Roger d'Espagne Montespan. Les comtes assurent la prospérité du lieu et la châtellenie prend de l'importance.
En 1336, quarante- quatre communes sont sous sa juridiction.
Le comté est finalement donné au roi de France par Marguerite de Comminges, en 1432, puis définitivement supprimé en 1510.
Pendant les guerres de religion, Toulouse et le Comminges restent Catholiques. Aurignac devient alors un centre militaire majeur, doté dès 1574 du premier bureau de poste régulièrement desservi par chevaux et voitures.
L'administration est désormais exercée par des juges royaux achetant leurs charges, tandis que les finances réorganisées au XVIIe siècle dépendent des aides, généralités intendances. L'activité commerciale, qui a pris de l'ampleur dès le XVe siècle, est rythmée par plusieurs marchés hebdomadaire et des foires.
2 500 habitants sont recensés en 1699, et la construction d'une troisième enceinte s'avère nécessaire. Industrie la plus ancienne, la tannerie continue de se développer ainsi que la poterie, localisée dans le quartier des Oulés. Pendant la Révolution, la municipalité se montre très modérée. Le curé Dabeaux et le prieur Jean-Louis Desentis prennent par contre le titre de citoyens, et en 1793, les titres féodaux et les livres terriers sont brûlés. Au XIXe siècle, plusieurs commerçants et artisans assurent la prospérité économique de la commune. Arrivés pendant la Seconde Guerre mondiale, des réfugiés belges et alsaciens choisissent de s'installer définitivement. La découverte et l'exploitation de gaz naturel à Saint-Marcet, l'ouverture d'une usine de dégazolinage à Boussens entraînent également un afflux de population et de technologies qui profitent à Aurignac. L'activité est source de revenus pour les locaux notamment les agriculteurs.

## Politique et administration

### Administration municipale
Le nombre d'habitants au recensement de 2017 étant compris entre 500 et 1 499 habitants, le nombre de membres du conseil municipal pour l'élection de 2020 est de quinze,.

### Rattachements administratifs et électoraux
Commune faisant partie de la huitième circonscription de la Haute-Garonne, de la communauté de communes Cœur et Coteaux de Comminges et du canton de Cazères (avant le redécoupage départemental de 2014, Aurignac était le chef-lieu de l'ex-canton d'Aurignac et avant le 1er janvier 2017, de la communauté de communes des Terres d'Aurignac).

## Population et société

### Démographie
L'évolution du nombre d'habitants est connue à travers les recensements de la population effectués dans la commune depuis 1793. Pour les communes de moins de 10 000 habitants, une enquête de recensement portant sur toute la population est réalisée tous les cinq ans, les populations de référence des années intermédiaires étant quant à elles estimées par interpolation ou extrapolation. Pour la commune, le premier recensement exhaustif entrant dans le cadre du nouveau dispositif a été réalisé en 2008.

En 2022, la commune comptait 1 240 habitants, en évolution de +3,33 % par rapport à 2016 (Haute-Garonne : +8,02 %, France hors Mayotte : +2,11 %).
| 1793  | 1800  | 1806  | 1821  | 1831  | 1836  | 1841  | 1846  | 1851  |
| ----- | ----- | ----- | ----- | ----- | ----- | ----- | ----- | ----- |
| 1 160 | 1 215 | 1 195 | 1 363 | 1 433 | 1 506 | 1 525 | 1 506 | 1 561 |

| 1856  | 1861  | 1866  | 1872  | 1876  | 1881  | 1886  | 1891  | 1896  |
| ----- | ----- | ----- | ----- | ----- | ----- | ----- | ----- | ----- |
| 1 548 | 1 484 | 1 448 | 1 479 | 1 428 | 1 396 | 1 324 | 1 323 | 1 265 |

| 1901  | 1906  | 1911  | 1921 | 1926  | 1931 | 1936 | 1946  | 1954  |
| ----- | ----- | ----- | ---- | ----- | ---- | ---- | ----- | ----- |
| 1 216 | 1 210 | 1 234 | 990  | 1 006 | 932  | 941  | 1 169 | 1 112 |

| 1962  | 1968 | 1975 | 1982 | 1990 | 1999 | 2006  | 2008  | 2013  |
| ----- | ---- | ---- | ---- | ---- | ---- | ----- | ----- | ----- |
| 1 026 | 971  | 966  | 976  | 983  | 980  | 1 136 | 1 171 | 1 177 |

| 2018  | 2022  | - | - | - | - | - | - | - |
| ----- | ----- | - | - | - | - | - | - | - |
| 1 185 | 1 240 | - | - | - | - | - | - | - |

| selon la population municipale des années : | 1968 | 1975 | 1982 | 1990 | 1999 | 2006 | 2009 | 2013 |
| Rang de la commune dans le département      | 67   | 110  | 115  | 123  | 135  | 138  | 143  | 148  |
| Nombre de communes du département           | 592  | 582  | 586  | 588  | 588  | 588  | 589  | 589  |

### Enseignement
Aurignac fait partie de l'académie de Toulouse.
La commune dispose d'une école maternelle, de l'école primaire Jacques Prévert et du collège Émile-Paul Vayssié.

### Culture et festivité
- Salle des fêtes

### Activités sportives
L'équipe fanion de l'EFCA (Entente Football Canton d'Aurignac), le club local, évolue en Départementale 1 pour la saison 2023-2024.
L'ancien maire de la commune, Lilian Buzzichelli, a été un personnage important du football midi-pyrénéen. Président fondateur de l'US Toulouse, nom d'origine du TFC moderne, il a également dirigé la Ligue de Midi-Pyrénées de football. Le Buzzichelli Toulouse Levage Sports, club corporatif de son entreprise, fût considéré comme l'un des meilleurs de France dans sa catégorie pendant près d'un quart de siècle[réf. souhaitée].
La pétanque, le tennis, le judo, le hockey sur glace et le basket-ball sont aussi pratiqués sur la commune.

## Économie

### Revenus
En 2018  (données Insee publiées en septembre 2021), la commune compte 454 ménages fiscaux, regroupant 952 personnes. La médiane du revenu disponible par unité de consommation est de 19 680 € (23 140 € dans le département).

### Emploi
|                | 2008  | 2013  | 2018  |
| -------------- | ----- | ----- | ----- |
| Commune        | 4 %   | 8,9 % | 7,8 % |
| Département    | 7,7 % | 9,6 % | 9,3 % |
| France entière | 8,3 % | 10 %  | 10 %  |

En 2018, la population âgée de 15 à 64 ans s'élève à 692 personnes, parmi lesquelles on compte 60,5 % d'actifs (52,7 % ayant un emploi et 7,8 % de chômeurs) et 39,5 % d'inactifs,. Depuis 2008, le taux de chômage communal (au sens du recensement) des 15-64 ans est inférieur à celui de la France et du département.
La commune est hors attraction des villes,. Elle compte 652 emplois en 2018, contre 619 en 2013 et 695 en 2008. Le nombre d'actifs ayant un emploi résidant dans la commune est de 373, soit un indicateur de concentration d'emploi de 174,8 % et un taux d'activité parmi les 15 ans ou plus de 43,7 %.
Sur ces 373 actifs de 15 ans ou plus ayant un emploi, 166 travaillent dans la commune, soit 45 % des habitants. Pour se rendre au travail, 81,8 % des habitants utilisent un véhicule personnel ou de fonction à quatre roues, 4 % les transports en commun, 6,2 % s'y rendent en deux-roues, à vélo ou à pied et 8 % n'ont pas besoin de transport (travail au domicile).

### Activités hors agriculture

#### Secteurs d'activités
122 établissements sont implantés  à Aurignac au 31 décembre 2019. Le tableau ci-dessous en détaille le nombre par secteur d'activité et compare les ratios avec ceux du département,.
| Secteur d'activité                                                                                        | Commune | Commune | Département |
| Secteur d'activité                                                                                        | Nombre  | %       | %           |
| --- | ------- | ------- | ----------- |
| Ensemble                                                                                                  | 122     | 100 %   | (100 %)     |
| Industrie manufacturière, industries extractives et autres                                                | 15      | 12,3 %  | (5,7 %)     |
| Construction                                                                                              | 9       | 7,4 %   | (12 %)      |
| Commerce de gros et de détail, transports, hébergement et restauration                                    | 29      | 23,8 %  | (25,9 %)    |
| Information et communication                                                                              | 1       | 0,8 %   | (4,1 %)     |
| Activités financières et d'assurance                                                                      | 4       | 3,3 %   | (3,8 %)     |
| Activités immobilières                                                                                    | 4       | 3,3 %   | (4,2 %)     |
| Activités spécialisées, scientifiques et techniques et activités de services administratifs et de soutien | 17      | 13,9 %  | (19,8 %)    |
| Administration publique, enseignement, santé humaine et action sociale                                    | 32      | 26,2 %  | (16,6 %)    |
| Autres activités de services                                                                              | 11      | 9 %     | (7,9 %)     |

Le secteur de l'administration publique, l'enseignement, la santé humaine et l'action sociale est prépondérant sur la commune puisqu'il représente 26,2 % du nombre total d'établissements de la commune (32 sur les 122 entreprises implantées  à Aurignac), contre 16,6 % au niveau départemental.

#### Entreprises et commerces
Les cinq entreprises ayant leur siège social sur le territoire communal qui génèrent le plus de chiffre d'affaires en 2020 sont : 
- Montoulieu, fabrication d'ordinateurs et d'équipements périphériques (6 005 k€)
- Danalencau, supermarchés (4 590 k€)
- Optimat, commerce de gros (commerce interentreprises) de bois et de matériaux de construction (883 k€)
- Action Gestion Energies, ingénierie, études techniques (746 k€)
- Assurances Vigneaux Sensebe, activités des agents et courtiers d'assurances (265 k€)

### Agriculture
La commune est dans les « Coteaux de Gascogne », une petite région agricole occupant une partie ouest du département de la Haute-Garonne, constitué d'un relief de cuestas et de vallées peu profondes, creusés par les rivières issues du massif pyrénéen, avec une activité de polyculture et d’élevage. En 2020, l'orientation technico-économique de l'agriculture  sur la commune est la polyculture et/ou le polyélevage.
|               | 1988  | 2000 | 2010 | 2020 |
| ------------- | ----- | ---- | ---- | ---- |
| Exploitations | 37    | 23   | 27   | 14   |
| SAU (ha)      | 1 080 | 621  | 768  | 482  |

Le nombre d'exploitations agricoles en activité et ayant leur siège dans la commune est passé de 37 lors du recensement agricole de 1988  à 23 en 2000 puis à 27 en 2010 et enfin à 14 en 2020, soit une baisse de 62 % en 32 ans. Le même mouvement est observé à l'échelle du département qui a perdu pendant cette période 57 % de ses exploitations,. La surface agricole utilisée sur la commune a également diminué, passant de 1 080 ha en 1988 à 482 ha en 2020. Parallèlement la surface agricole utilisée moyenne par exploitation a augmenté, passant de 29 à 34 ha.

## Culture locale et patrimoine

### Lieux et monuments
- Musée de la préhistoire d'Aurignac dit musée de l'Aurignacien.
- Gisement de gaz naturel de Saint-Marcet.
- Grotte d'Aurignac, grotte inscrite aux monuments historiques en 1921[48].
- Château d'Aurignac, château inscrit aux monuments historiques en 1979[49].
- Église Saint-Pierre-aux-Liens d'Aurignac, église inscrite aux monuments historiques en 1926[50]. En 2013, un couple de Texans anonymes, Michael et Janet, firent don de 100 000 dollars à la commune afin de restaurer cette église[51],[52].
- Chapelle Saint-Roch d'Aurignac[53].
- Tour de Savoie, tour inscrite aux monuments historiques en 1926[54].
- GR 86, sentier de grande randonnée.

### Galerie

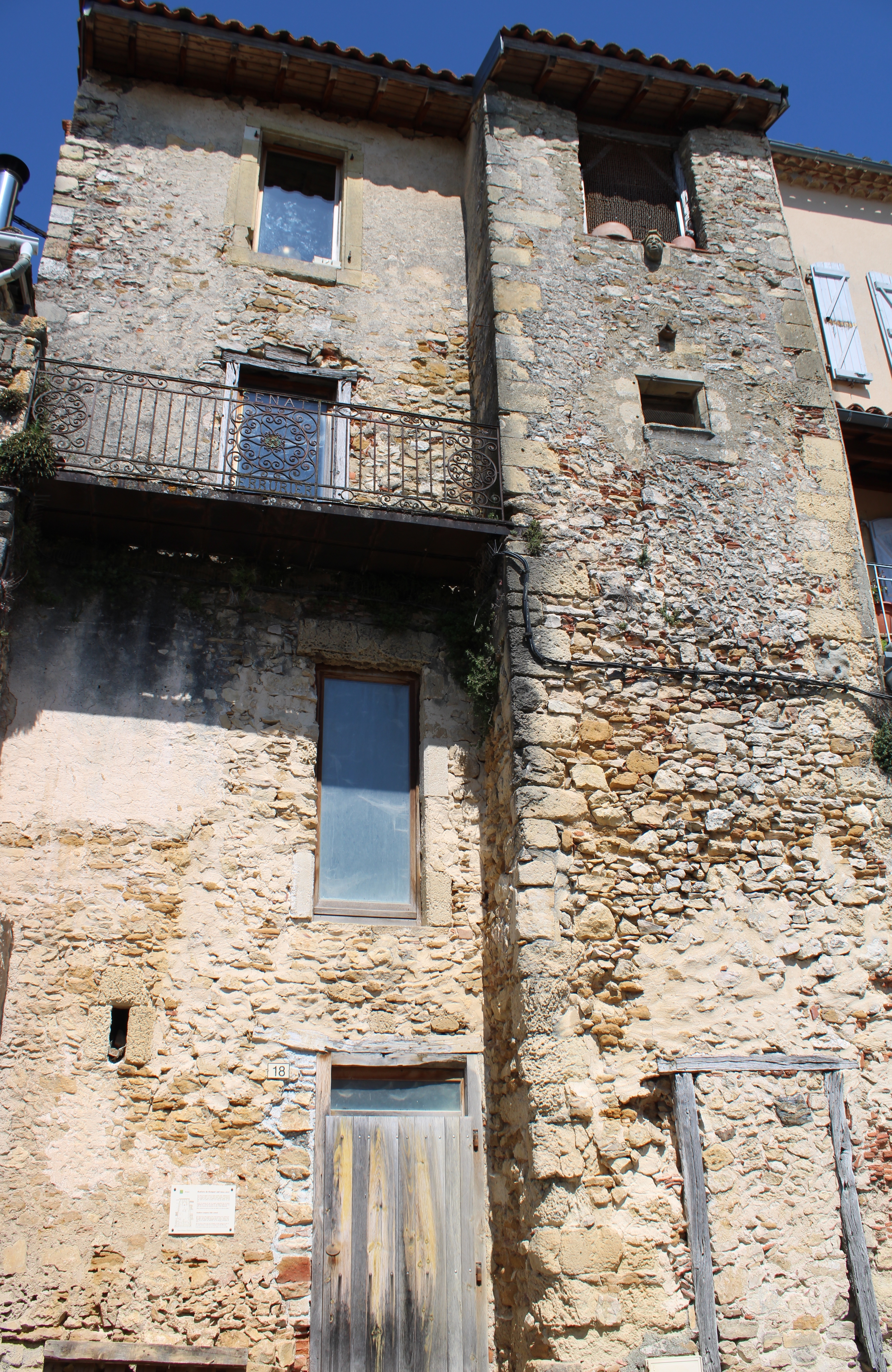
Murs des remparts du XIVe siècle.
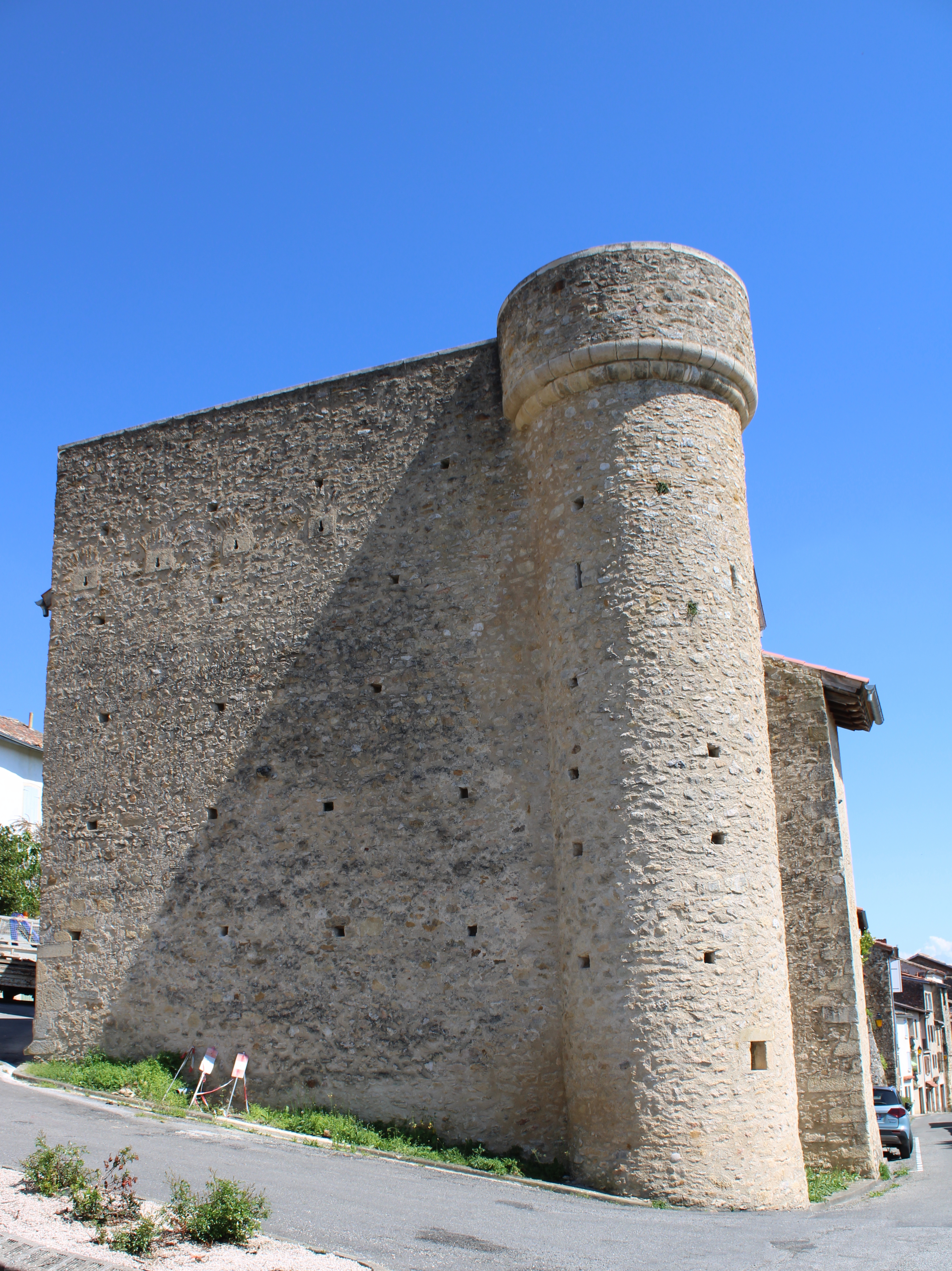
La Tour de Savoie.
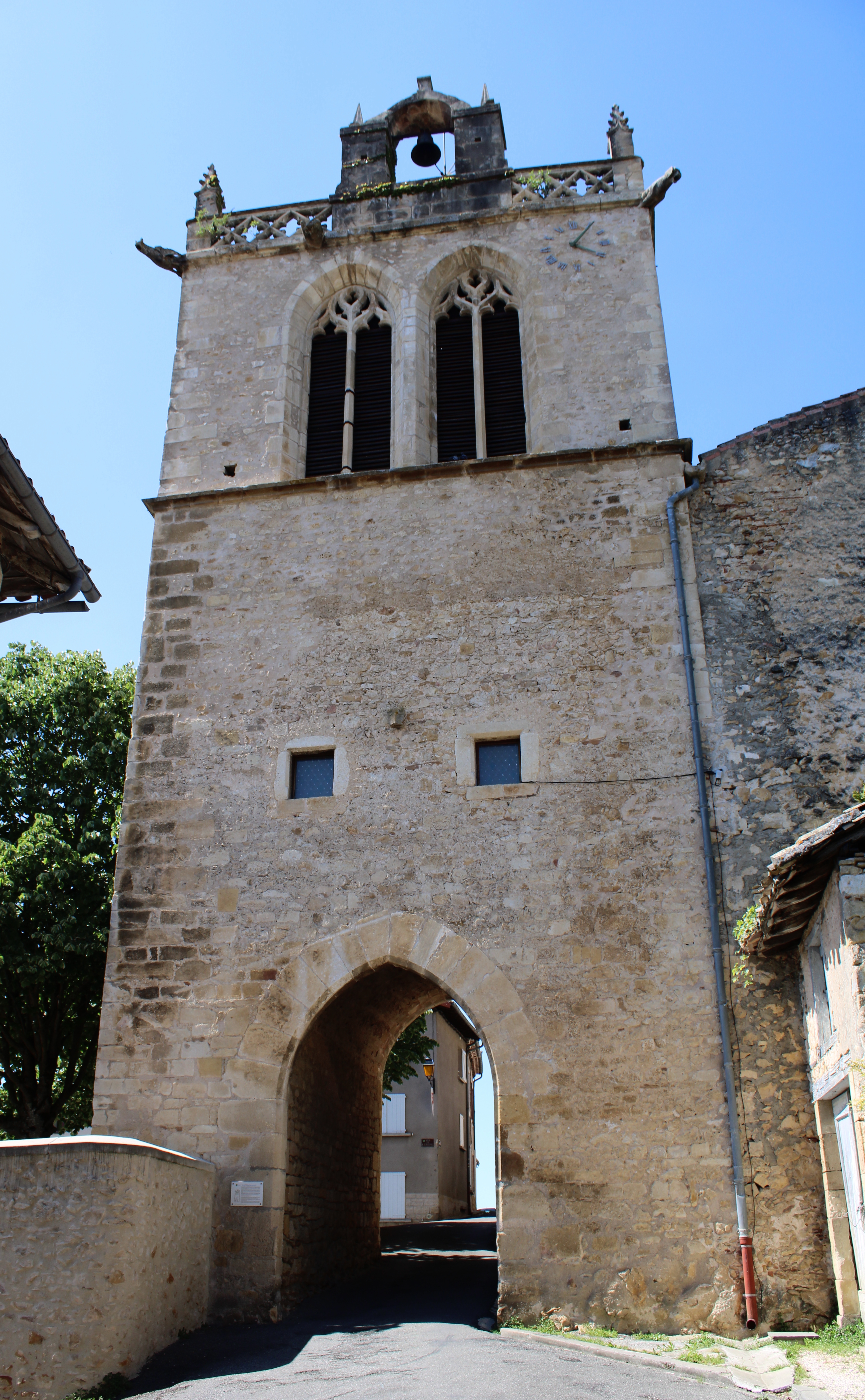
Tour-clocher de l'église
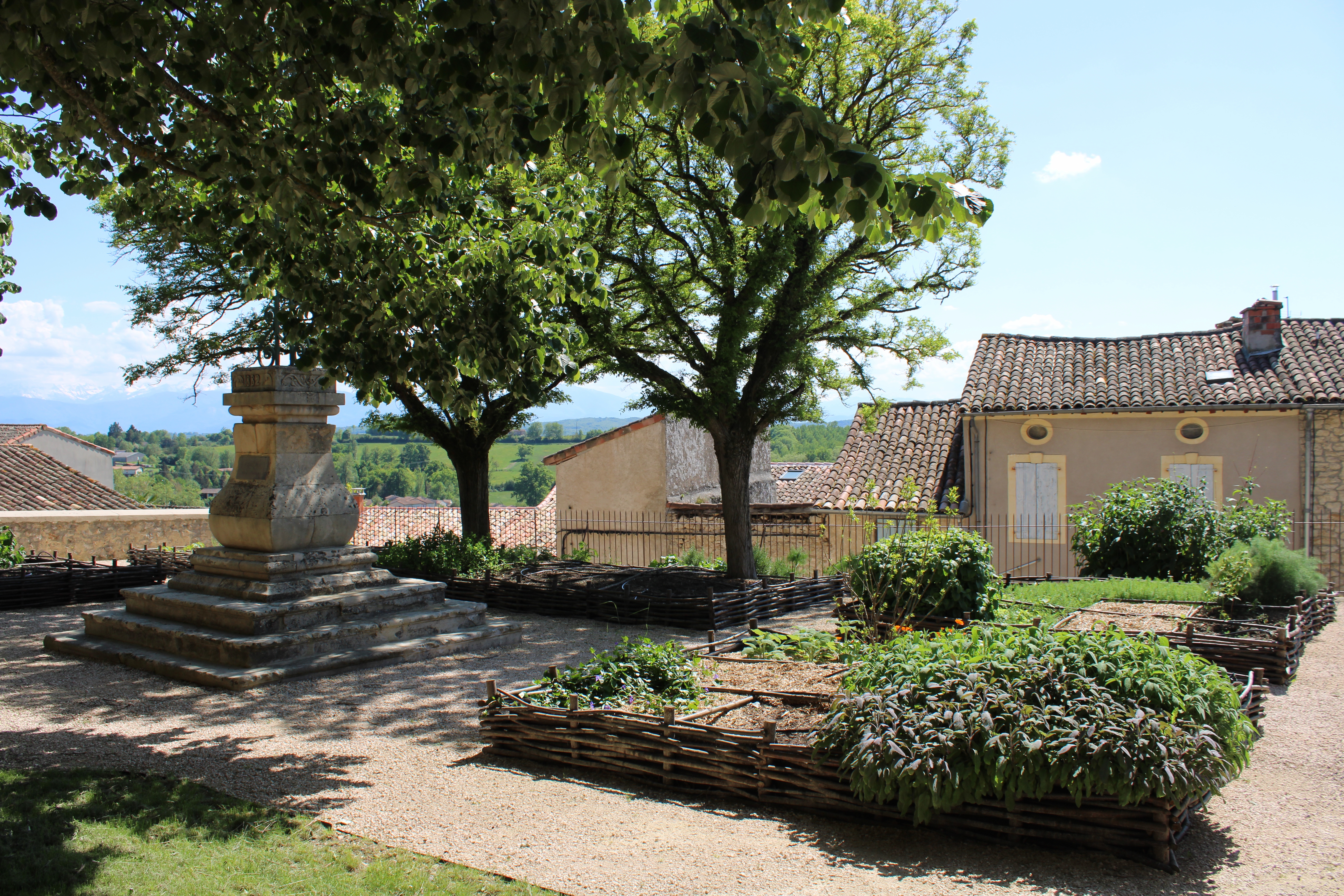
Le square.
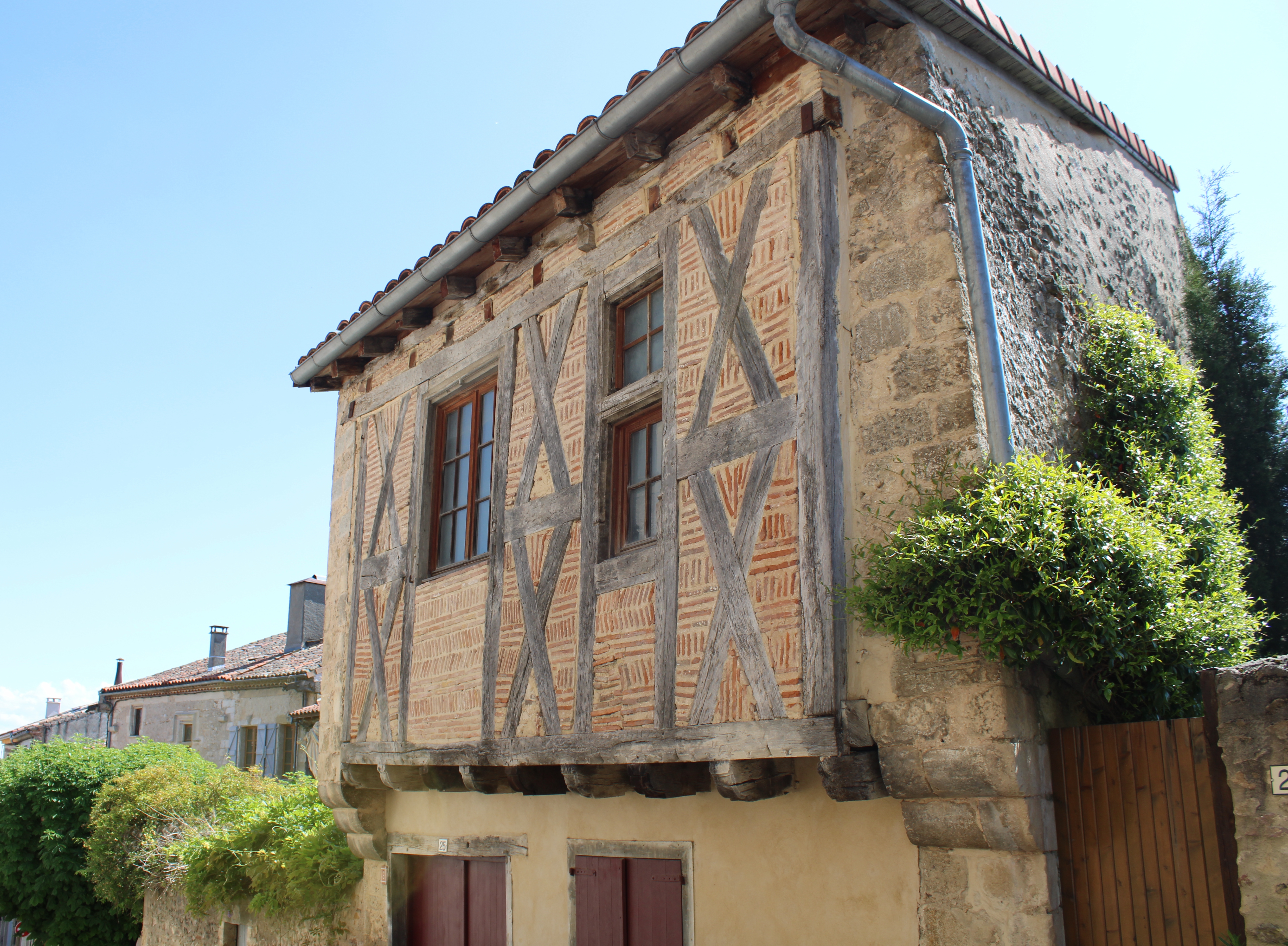
Maison à encorbellement.
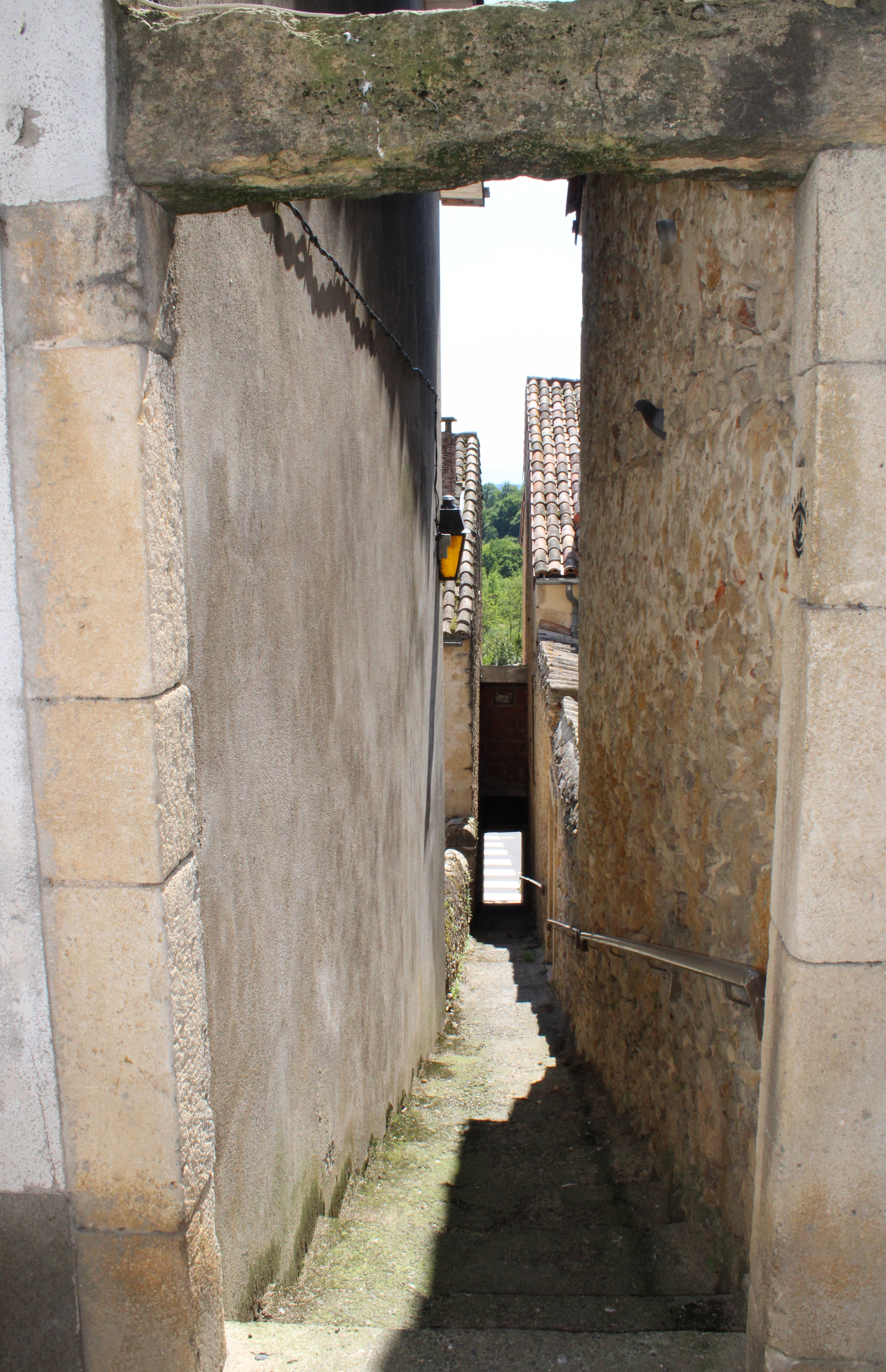
Ruelle sous les remparts.

### Personnalités liées à la commune
- François Dabeaux de Rieutort (1796-1864), député et préfet de l´Aude sous Napoléon III, né et mort à Aurignac.
- Édouard Lartet (1801-1871), géologue et préhistorien; il a fouillé des sites à Aurignac.
- Jean-François Florent Seigland (1825-1895), militaire, né à Aurignac.
- Cloé Vidiane (1894-1978), chanteuse, née à Aurignac.
- Jean Fraysse (1909-1942), poète et critique littéraire, né à Aurignac.
- Lilian Buzzichelli (1926-2005), chef d'entreprise, maire d'Aurignac en 1971.
- Claude Fougeron (1935-2018), vétérinaire ayant exercé à Aurignac[55], ancien président du Cyclo Aurignac Club.
- François d'Orcival (1942-), journaliste, né à Aurignac.
- Pierre Cadéac (1956-), dresseur animalier pour le cinéma[56], né à Aurignac.

### Héraldique
| Aurignac | Son blasonnement est : De sinople aux trois tours d'or rangées en pal. |

## Pour approfondir